# Crescentieae
Crescentieae G. Don, 1838 è una tribù di piante Spermatofite Dicotiledoni appartenenti alla famiglia Bignoniaceae (ordine delle Lamiales).

## Etimologia
Il nome della tribù deriva dal suo genere più importante Crescentia L. il cui nome è stato dato in ricordo di Pietro de' Crescenzi (Bologna, 1233 – 1320) scrittore, agronomo italiano, studioso di filosofia, di medicina, di scienze naturali e di giurisprudenza. Il nome scientifico della tribù è stato definito dal botanico scozzese George Don Jr. (1798-1856) nella pubblicazione "A General History of the Dichlamydeous Plants. London - 4: 216, 232." del 1838.

## Descrizione
Le specie di questa tribù sono alberi (o anche arbusti). Le protuberanze sui cauli e le ghiandole tra picciolo e picciolo, presenti in altre specie della famiglia, qui sono assenti; sono assenti pure le pseudostipole. Sono presenti iridoidi e glicosidi fenolici.
- Le foglie, alternate (o raramente opposte) lungo il caule, in genere sono a contorno palmato con 3 - 7 foglioline, oppure sono semplici.
- Le infiorescenze sono costituite fiori solitari (anche posizionati direttamente sui cauli), oppure da pochi fiori in strutture tipo tirso sia ascellari che terminali.
- I fiori sono ermafroditi, zigomorfi e tetraciclici (ossia formati da 4 verticilli: calice– corolla – androceo – gineceo) e più o meno pentameri (ogni verticillo ha 5 elementi). In genere i fiori di questa tribù sono grandi e vistosi a forma tubulosa o campanulata.

- Formula fiorale: per queste piante viene indicata la seguente formula fiorale:

* K (5), [C (2 + 3), A (2 + 2 + 1)], G (2), supero, capsula
- Il calice, gamosepalo, è composto da 5 sepali connati. La forma del calice è irregolarmente campanulata con rotture apicali.

- La corolla, gamopetala, è composta da 5 petali connati a forma da tubulare a campanulata; la parte apicale della corolla è labiata.

- L'androceo è formata da 4 stami didinami con antere spesse e a due teche divaricate. I filamenti degli stami sono attaccati (adnati) al tubo corollino. I granuli pollinici sono di vario tipo, in alcuni casi sono dispersi in tetradi o poliadi.

- Il gineceo ha un ovario supero bicarpellare (incompletamente biloculare in Amphitecna, oppure uniloculare in altri casi) con placentazione parietale. Il nettare forma un anello discoide attorno all'ovario. Lo stilo è bilobato (a 2 stigmi sensitivi che si chiudono immediatamente a contatto con l'impollinatore). Gli ovuli sono da uno a numerosi e in genere di tipo anatropo; hanno un tegumento e sono tenuinucellati (con la nocella, stadio primordiale dell'ovulo, ridotta a poche cellule).

- I frutti sono delle bacche indeiscenti di tipo carnoso esternamente e fibroso all'interno (simili a zucche). I semi sono privi di endosperma. I cotiledoni sono profondamente bilobati.

## Riproduzione
- Impollinazione: l'impollinazione avviene soprattutto tramite pipistrelli (impollinazione chirotterogama).
- Riproduzione: la fecondazione avviene fondamentalmente tramite l'impollinazione dei fiori (vedi sopra).

## Distribuzione e habitat
Le specie di questa tribù sono distribuite unicamente in America (America Centrale e Grandi Antille) in habitat di tipo più o meno tropicale.

## Tassonomia
La famiglia di appartenenza di questa tribù (Bignoniaceae) comprende circa 850 specie con oltre un centinaio di generi con una distribuzione soprattutto neotropicale (solo poche specie di questa famiglia: 2 - 3 sono presenti nella flora spontanea italiana). La tribù Crescentieae è una delle otto tribù nella quale attualmente è suddivisa la famiglia e comprende 3 generi con circa 30 specie (12-14 generi e circa 150 specie secondo le ultime ricerche).

### Filogenesi

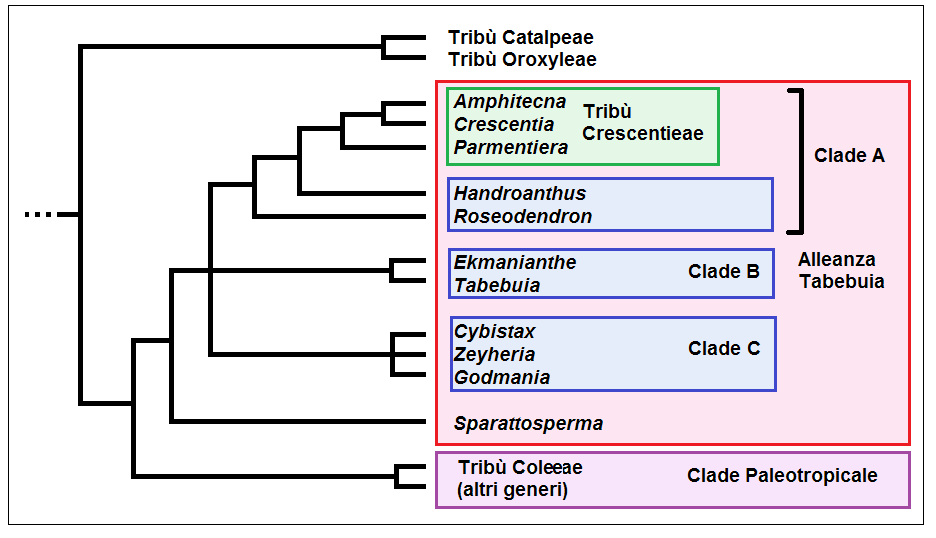
Cladogramma della tribù

Una recente ricerca di tipo filogenetico ha suddiviso la famiglia in 8 cladi principali. La tribù Crescentieae ha una posizione centrale nella famiglia ed è "gruppo fratello" del clade "Paleotropical clade" a cui appartiene anche la tribù Coleeae.
All'interno della tribù i generi Amphitecna e Crescentia rappresentano il "core" del gruppo e sono "gruppo fratello" del genere Parmentiera. Con la tribù Coleeae (geograficamente disgiunta) le specie della tribù Crescentieae condividono una serie di caratteri unici nell'ambito della famiglia Bignoniaceae: la presenza di spine, foglie semplici, fiori caulini e frutti carnosi indeiscenti. 
Crescentieae (clade monofiletico, come monofiletici sono tutti i suoi tre generi) è inserita insieme ad altri 9 - 11 generi, con circa 115 specie, descritti in precedenza nella tribù Tecomeae, nell'"Alleanza Tabebuia" (clade pure monofiletico). La "Alleanza Tabebuia" comprende il piccolo genere "Sparattosperma" come  "gruppo fratello" di tre cladi (A - B - C) formanti una tricotomia irrisolta: uno di questi cladi è formato dalla tribù Crescentieae insieme ai generi Handroanthus e Roseodendron (le cui specie recentemente sono state separate dal grande genere Tabebuia); il secondo clade comprende Ekmanianthe e Tabebuia s.s.; il terzo clade comprende i generi  Cybistax, Godmania, e Zeyheria. Incerta è la posizione di tre generi comunque inclusi nell'"alleanza": Romeroa, Paratecoma, e Spirotecoma. L'"Alleanza Tabebuia" è endemica dei neotropici e tutte le specie dei suoi generi condividono il carattere delle foglie palmato-composte (tranne alcune specie che presentano una riduzione della "palmatura" per cui appaiono come semplici foglie).
Il cladogramma a lato tratto dagli studi citati, e semplificato, mostra la struttura filogenetica sia della tribù che del clade "Alleanza Tabebuia".

### Descrizione dei generi della tribù
Elenco dei generi storicamente descritti all'interno della tribù.
| Genere                 | Nr. specie | Distribuzione                                                      | Caratteri principali |
| ---------------------- | ---------- | ------------------------------------------------------------------ | --- |
| Amphitecna Miers, 1868 | 18         | Dal Messico e dalle Indie occidentali fino al Venezuela ed Ecuador | Portamento tipo alberi piccolo-medi; foglie a contorno semplice; infiorescenze varie (solitarie, fascicolate a tirso, terminali o cauliflore); il calice è grande e bilabiato; corolla colorata di verdastro-bianco con forme da tubulari a campanulate; antere glabre con teche spesse e divergenti; ovario a forma ellittico-ovoide, con superficie squamosa e 4 serie di ovuli in ogni loculo; frutto con forme da sferiche a ellittiche.                      |
| Crescentia L., 1753    | 6          | America (tropicale)                                                | Portamento tipo alberi piccolo-medi; foglie a contorno semplice o trifogliato; infiorescenze cauliflore o 1 - 2 fiori fascicolati; il calice è grande e bilabiato; corolla colorata di giallo-bruno con righe marrone con lobi deltoidi; antere glabre con teche spesse e divergenti; ovario a forma ellittico-ovoide con 4 placente parietali; grandi frutti con forme subsferiche.                                                                              |
| Parmentiera DC., 1838  | 9          | Dal Messico alla Colombia                                          | Il portamento è arbustivo o arboreo spesso con spine ai nodi; le foglie lungo il caule sono disposte in modo opposto con forme palmate a 3-5 foglioline; infiorescenze varie (solitarie, fascicolate a tirso, terminali o cauliflore); il calice è spatiforme; corolla colorata di bianco o verdastro con forme ampiamente campanulate; antere glabre con teche spesse e divergenti; ovario a forma cilindrica con ovuli multiseriati; frutti con forme oblunghe. |

### Chiave dicotoma analitica
Per meglio comprendere ed individuare i generi della tribù, l'elenco seguente utilizza in parte il sistema delle chiavi analitiche (vengono cioè indicate solamente quelle caratteristiche utili a distingue una entità dall'altra).
- Gruppo 1A: le foglie lungo il caule hanno una disposizione opposta e sono formate da 3 - 7 foglioline con piccioli senza ali o strettamente alati; il calice, diviso, è spatiforme; i frutti non sono duri;

- Parmentiera.

- Gruppo 1B: le foglie lungo il caule hanno una disposizione alternata o sono fascicolate e normalmente hanno la lamina semplice; il calice usualmente è bilabiato, raramente spatiforme; i frutti sono duri (simili a zucche);

- Amphitecna: le foglie lungo il caule hanno una disposizione alternata (non fascicolata); i lobi della corolla sono ridotti e più o meno connati; alla base dell'ovario la placentazione è assile, mentre superiormente è parietale; le dimensioni dei semi sono 13 x 16 mm.
- Crescentia: le foglie lungo il caule hanno una disposizione fascicolata; i lobi della corolla sono triangolari; la placentazione è parietale per tutte le placente; le dimensioni dei semi sono 8 x 6 mm.

### Descrizione dei generi dell'"Alleanza Tabebuia"
Elenco dei 9 (11) generi che insieme a quelli della tribù Crescentieae formano l'"Alleanza Tabebuia".
| Genere                                          | Nr. specie                                  | Distribuzione                            |
| ----------------------------------------------- | ------------------------------------------- | ---------------------------------------- |
| Cybistax Mart. ex Meisn., 1840                  | Una specie: C. antisyphilitica (Mart.) Mart | Sud America (tropicale)                  |
| Ekmanianthe Urb., 1924                          | 2                                           | Cuba e Hispaniola                        |
| Godmania Hemsl., 1879                           | 2                                           | Dal Messico al Brasile e Bolivia         |
| Paratecoma Kuhlm., 1931                         | Una specie: P. peroba (Rec.) Kuhlm          | Brasile (zone costiere)                  |
| Romeroa Dugand, 1952                            | Una specie: R. verticillata Dugand          | Colombia                                 |
| Sparattosperma Mart. ex Meisn., 1840            | 2                                           | Dal Venezuela al Paraguay                |
| Spirotecoma Baill. ex Dalla Torre & Harms, 1904 | 5                                           | Cuba e Hispaniola                        |
| Tabebuia Gomes ex DC., 1838                     | circa 100                                   | America (centrale e meridionale)         |
| Zeyheria Mart., 1826                            | 2                                           | Dal Brasile (subamazzonico) alla Bolivia |

Attualmente il grande genere Tabebuia è suddiviso in tre generi: Tabebuia, Handroanthus Mattos, 1970 e Roseodendron Miranda, 1965.

## Alcune specie

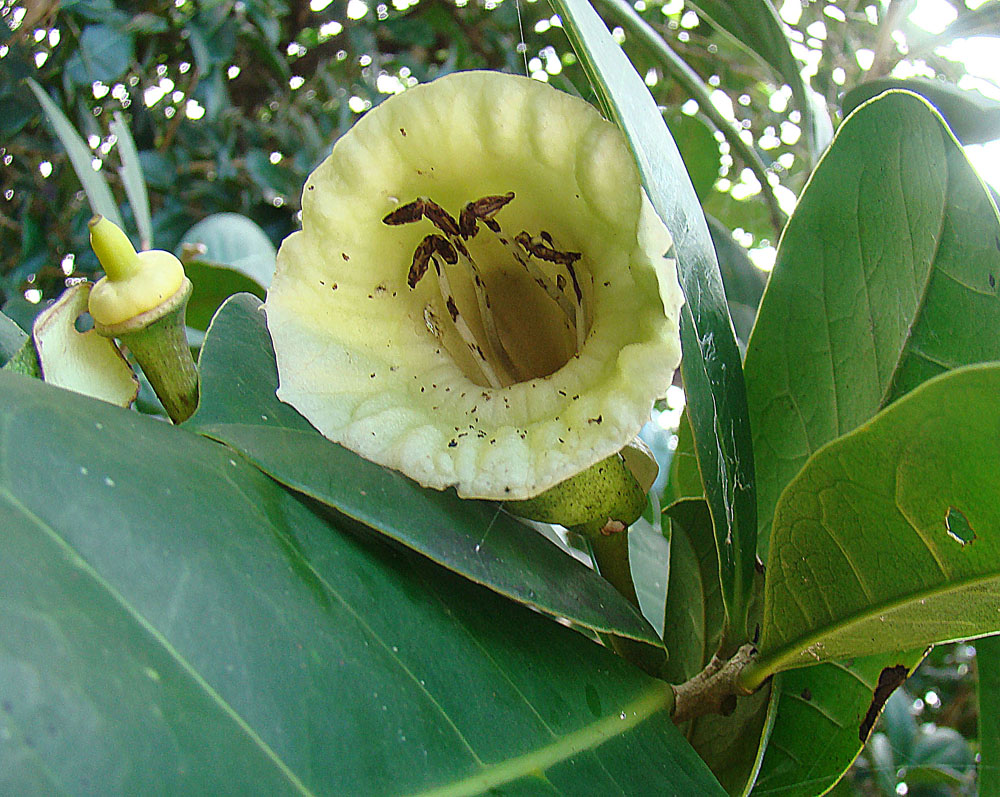
Amphitecna latifolia
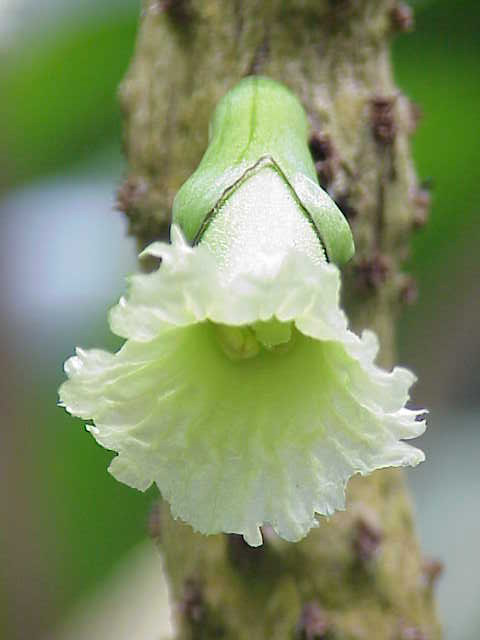
Amphitecna macrophylla
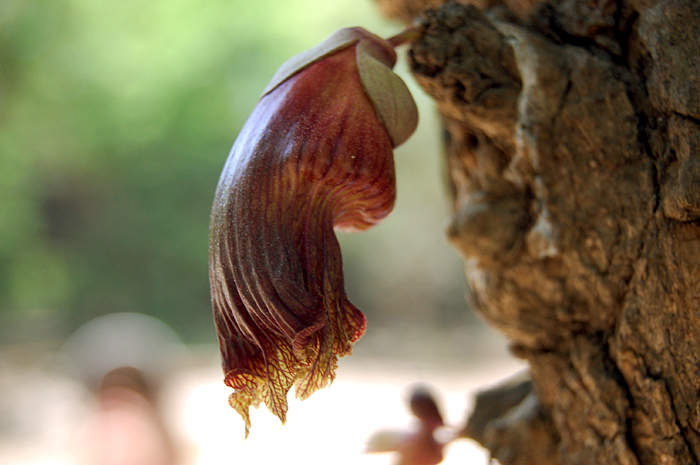
Crescentia alata
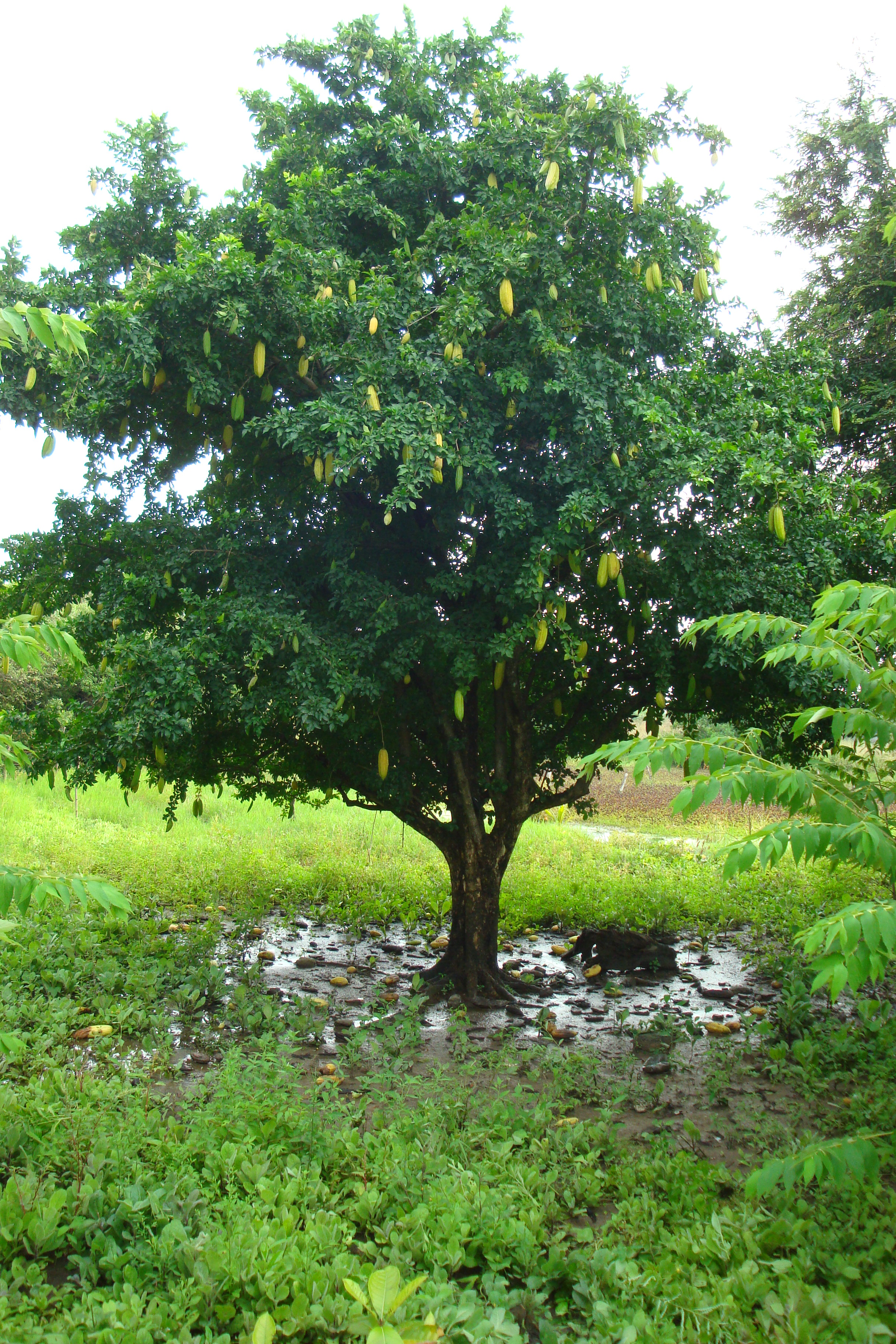
Parmentiera aculeata
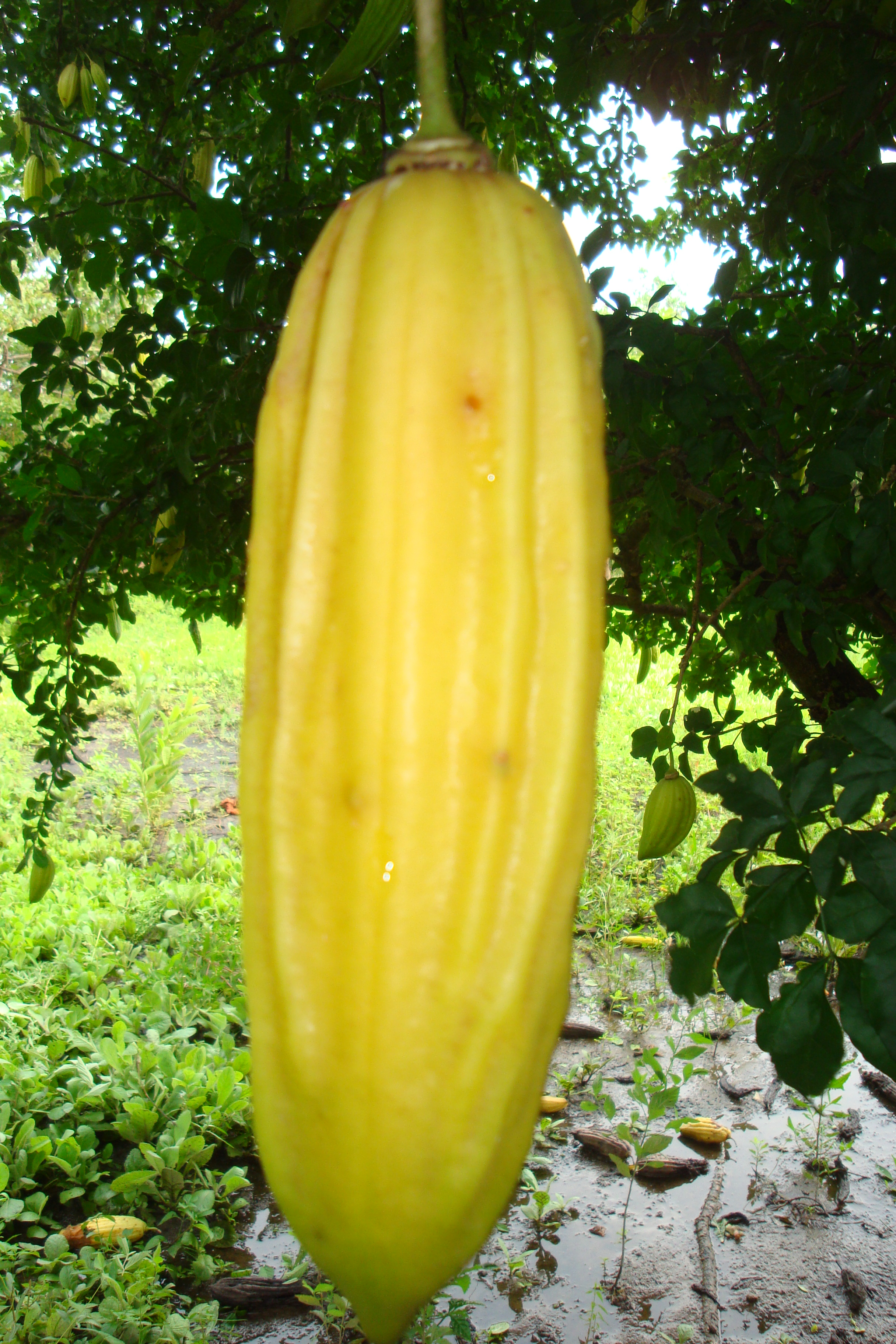
Parmentiera aculeata
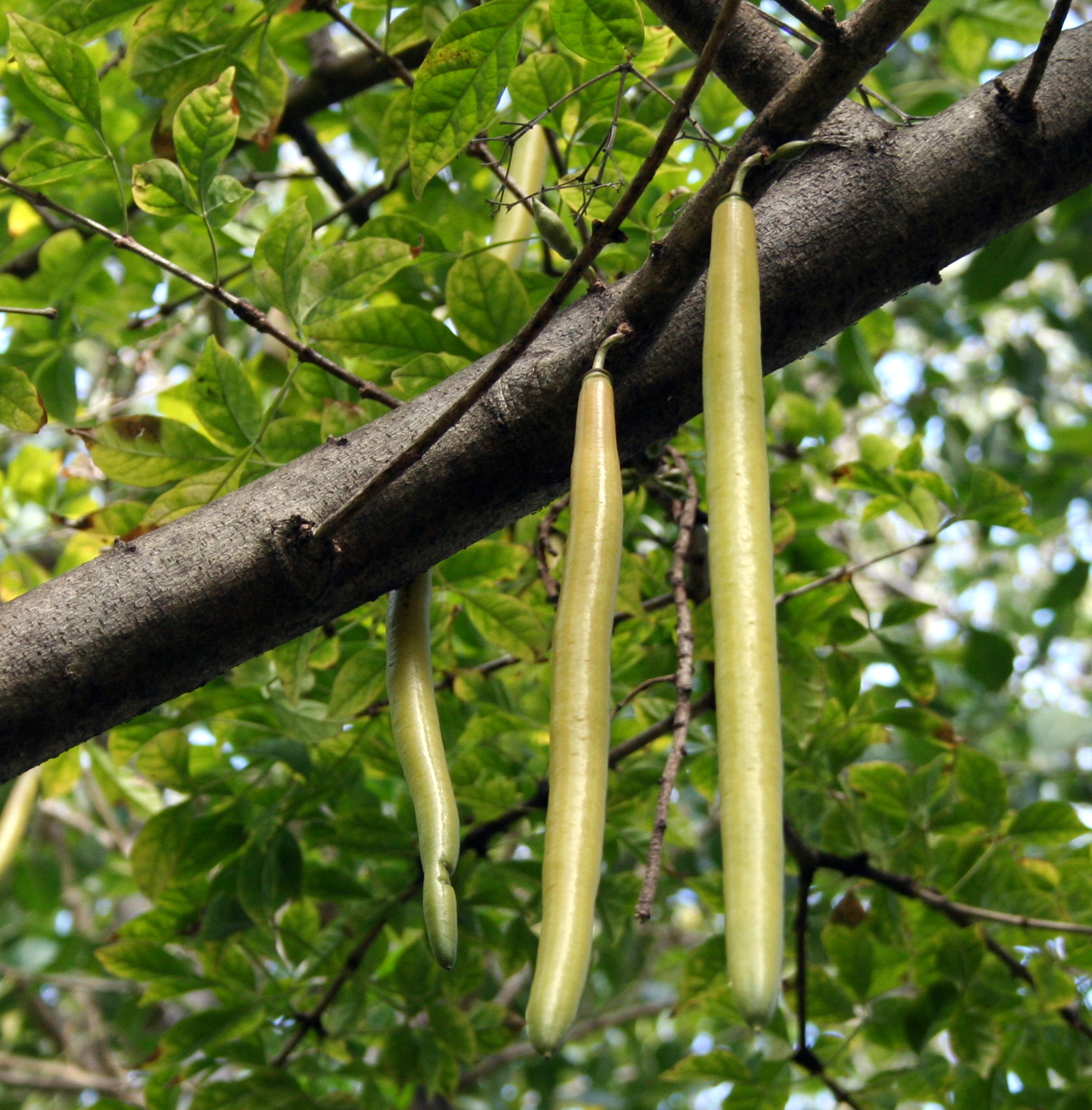
Parmentiera cereifera